# Imprimabilité
 (février 2023).
Si vous disposez d'ouvrages ou d'articles de référence ou si vous connaissez des sites web de qualité traitant du thème abordé ici, merci de compléter l'article en donnant les références utiles à sa vérifiabilité et en les liant à la section « Notes et références ».
L’imprimabilité est la capacité d'un papier à bien accueillir l'encre. Pour avoir une bonne imprimabilité, il doit être capable d'accepter l'encre et la garder. 
L'imprimabilité dépend du papier, de l'encre, mais aussi du procédé d'impression utilisé. Un papier peut par exemple avoir de très bons résultats en offset mais être très mauvais en jet d'encre.
Le test d'imprimabilité consiste à déposer de l'encre sur un papier puis à l'essuyer après un temps donné. On mesure alors la densité optique de l'encre résiduelle.